# Graphomya columbiana
Graphomya columbiana is een vliegensoort uit de familie van de echte vliegen (Muscidae). De wetenschappelijke naam van de soort is voor het eerst geldig gepubliceerd in 1975 door Arntfield.